# Villa Trompeteros
Villa Trompeteros es una localidad peruana, capital de distrito de Trompeteros, provincia de Loreto, al noroeste del departamento de Loreto.

## Descripción
Villa Tromperos está habitado por comunidades amerindias de los pueblos achuar, candoshis y urarinas. La localidad está dentro del área del "yacimiento Corrientes" que pertenece al grupo del Lote 8, en 2019 estalló un conflicto entre los grupos indígenas y las industrias petroleras, lo que originó una pérdida aproximada de 5,000 barriles por día. En 2019 la localidad fue declarada en emergencia ambiental por derrames de petróleo.
En el marco de la pandemia de COVID-19, se registró que la población en general se contagió por comida contaminada traída desde Iquitos, lo que generó un escándalo político.

## Aeródromo de Trompeteros
Es aeródromo operado por la empresa Plus Petrol Norte S.A. ubicado en la localidad de corrientes en las coordenadas 3°48′19.8″ S 75°2′23.65″ O, con autorización del MTC 228-2013-MTC/12 elevación de 418 pies temperatura promedio 30.50 °C orientación magnética 11-29 dimensión en metros 1,850 x 30 con una superficie de Mortero Asfáltico y una resistencia de PCN 23/F/C/X/T.